# Vlag van West-Finland

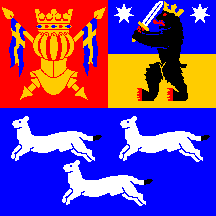
Vlag van West-Finland

De vlag van West-Finland is een vierkante banier van het wapen van deze Finse provincie en is, net als West-Finland, gecreëerd in 1997.
De elementen op de Zuid-Finse vlag zijn afkomstig van de wapens van de historische regio's Varsinais-Suomi (linksboven), Satakunta (rechtsboven) en Österbotten (onder). Deze regio's waren provincies van het Zweedse koninkrijk, totdat Finland in 1809 deel van Rusland ging uitmaken. De huidige provincie Zuid-Finland is gelegen op het grondgebied van de vroegere provincies Varsinais-Suomi en Satakunta en het zuidelijke deel van Österbotten.
Op 1 januari 2010 werden de Finse provincies opgeheven. Hiermee verviel de vlag.